# Rezerwat przyrody Gościąż
Rezerwat przyrody Gościąż – jedyny rezerwat przyrody nieożywionej (geomorfologiczny) w województwie kujawsko-pomorskim. Położony na terasie pradoliny Toruńsko-Eberswaldzkiej w mezoregionie Kotlina Płocka (315.36), w powiecie włocławskim, w gminie Włocławek. Leży w granicach Gostynińsko-Włocławskiego Parku Krajobrazowego.
Rezerwat zajmuje obszar 227,91 ha, z czego znaczna część przypada na jeziora, z których największe to Gościąż. Został powołany w 2001 roku. Głównym celem ochrony jest zachowanie unikatowych w skali kraju serii laminowanych osadów dennych. Osady tworzy głównie gytia siarczanowo-węglanowa z mikrolaminami sięgającymi 12 tysięcy lat wstecz.
Brzeg jeziora porasta bór chrobotkowy i grąd subkontynentalny. Florę reprezentują: turzyca błotna, turzyca dzióbkowata, spirodela wielokorzeniowa, tojeść pospolita.